# Emma Claesson
Emma Claesson född Engstrand 14 december 1977 i Bollnäs, är en svensk tidigare orienterare på elitnivå. Hon har även varit aktiv inom terränglöpning. Som medlem av Sveriges damlandslag i orientering har hon vunnit fyra VM- och fem EM-medaljer (inklusive ett EM-guld).

## Biografi
Claesson blev del av den internationella eliten inom orientering sedan 2000, året då hon vann sin första tävling i världscupen. Dessförinnan hade hon vunnit sitt första SM-guld redan 1998. Under den aktiva karriären vann hon ytterligare tre världscuptävlingar och nådde andra eller tredje plats vid ytterligare åtta tillfällen. 2005 vann hon O-Ringen, och hon har även vunnnit Tiomila.
Under 2000-talet tillhörde hon den svenska landslagstruppen och vann med denna ett antal VM- och EM-medaljer. Detta inkluderar ett antal stafettmedaljer och medaljer i både sprint och långdistans. Hon gjorde sin debut på VM 2001. 2008 var hon del av det svenska laget som vann EM-guld. Fram till 2010 tävlade hon under födelseefternamnet Engstrand.
2012 tog hon en paus från elitidrotten, sedan att ha känt sig utbränd efter hård träning och deltagande i världseliten under ett årtionde. Även under 2013 kämpade hon för att komma tillbaka till världseliten.
Claesson har representerat Stora Tuna OK inom orientering och Bollnäs FIK i friidrott (terränglöpning).

## Privatliv
Emma Claesson är gift med Richard Claesson, och de har tre barn. Ett av barnen föddes 2020, i samband med att då gravida Claesson låg i koma efter en svår cykelolycka. Hon har efter orienteringskarriären varit verksam som försäljningsingenjör.

## Meriter

### Orientering

#### VM
- 2005 – Brons, stafett
- 2007 – Silver, stafett
- 2010 – Brons, långdistans[11]
- 2010 – Brons, stafett

#### EM
- 2004 – Silver, långdistans
- 2004 – Brons, sprint
- 2004 – Trea stafett, fick ej pris eftersom förstalaget var före
- 2006 – Brons, stafett
- 2008 – Guld, stafett
- 2008 – Brons, långdistans

#### Öppna nordiska mästerskapen
- 2005 – Brons, sprint
- 2007 – Guld, stafett

#### SM
- 1998 – Guld, natt
- 1999 – Guld, klassisk distans
- 1999 – Brons, stafett
- 2001 – Guld, natt och långdistans
- 2001 – Silver, stafett
- 2002 – Guld, natt och långdistans
- 2002 – Brons, sprint
- 2003 – Brons, natt
- 2004 – Silver, sprint, medeldistans och långdistans
- 2005 – Guld, stafett
- 2005 – Brons, sprint
- 2006 – Guld, sprint och ultralångdistans
- 2006 – Silver långdistans
- 2007 – Guld, natt
- 2010 – Guld, långdistans
- 2011 – Silver, ultralång distans[12]